# Rep'ëvka
Rep'ëvka (in russo Репьёвка?) è un villaggio (selo) della Russia europea sud-occidentale, situato nell'Oblast' di Voronež.